# トレン・フランセス

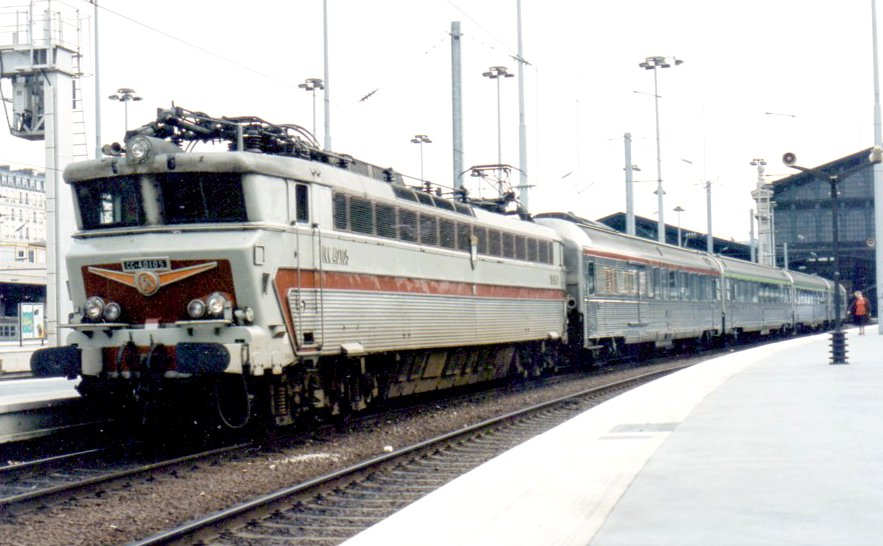
「フランセス」に使用されたTEE客車（右）。写真はパリ北駅（1995年）の元TEE「エトワール・デュ・ノール」を示す。

トレン・フランセス（西: Tren Francés、英: French Train）は、キューバ共和国のハバナ (Havana) - サンティアーゴ・デ・クーバ (Santiago de Cuba) 間で運行されている、最重要なインターシティ (InterCity) サービスの列車名称である。
当列車は、キューバ鉄道 (Ferrocarriles de Cuba) が所有しており、元々は元ヨーロッパ国際特急 (TEE) エトワール・デュ・ノール (Étoile du Nord) サービスでヨーロッパのパリ - アムステルダム間に使用されていた、フランス国鉄 (SNCF) PBA客車によって運行されている。
当列車は、客車12両および中国製ディーゼル機関車から成っている。

## 概要
2001年に、SNCFよりFFCCに寄贈され、客車の原産国（フランス）にちなんで名付けられた「トレン・フランセス」（「エル・フランセス」 (El Francés) または「エスペシアル」 (Especial) としても綴られる）は、キューバで最速となる長距離サービスである。
当列車には、最も近代的な客車があり、「プリメーラエスペシアル」 (primera especial) （ファースト）および「プリメーラ」 (primera) （名目上ファースト、セカンドとして識別可）に名付けられた2つのクラスに分かれている。
寝台車、簡易寝台または車運搬用ワゴンはない。

## ルート
「トレン・フランセス」は、ハバナ-サンティアーゴ線伝いに移動しており、サンタ・クララ (Santa Clara) およびカマグエイ (Camagüey) の主な都市のみに中間の停車駅がある。
ルート中に横切る他の重要な都市には、マタンサス (Matanzas) 、コロン (Colón) 、シエゴ・デ・アビラ (Ciego de Ávila) 、フロリダ (Florida) およびラス・トゥーナス (Las Tunas) がある。
カバイグアン (Cabaiguán) （サンクティ・スピリトゥス (Sancti Spíritus) 方面）およびカコクム (Cacocum) （オルギン (Holguín) 方面）にて、近隣の州都へ繋がるいくつかの分岐駅が交差している。
ハバナ - サンティアーゴ（東行き）
| 停車駅                     | 時刻  | Km / Mi         | 所在地                     |
| -------------------------- | ----- | --------------- | -------------------------- |
| ハバナ・セントラル         | 18:27 | 0 km (0 mi)     | ハバナ                     |
| サンタ・クララ             | 00:06 | 286 km (178 mi) | サンタ・クララ             |
| カマグエイ                 | 03:39 | 538 km (334 mi) | カマグエイ                 |
| サンティアーゴ・デ・クーバ | 09:12 | 854 km (531 mi) | サンティアーゴ・デ・クーバ |

サンティアーゴ - ハバナ（西行き）
| 停車駅                     | 時刻  | Km / Mi         | 所在地                     |
| -------------------------- | ----- | --------------- | -------------------------- |
| サンティアーゴ・デ・クーバ | 20:17 | 0 km (0 mi)     | サンティアーゴ・デ・クーバ |
| カマグエイ                 | 02:07 | 316 km (196 mi) | カマグエイ                 |
| サンタ・クララ             | 06:38 | 568 km (353 mi) | サンタ・クララ             |
| ハバナ・セントラル         | 10:57 | 854 km (531 mi) | ハバナ                     |